# Batocera victoriana
Batocera victoriana är en skalbaggsart som beskrevs av Thomson 1856. Batocera victoriana ingår i släktet Batocera och familjen långhorningar. Inga underarter finns listade.